# محوطه احمد کشته داربادام
محوطه احمد کشته داربادام در شهرستان گیلانغرب، بخش گواور، دهستان گواور، روستای احمد کشته داربادام واقع شده و این اثر در تاریخ ۲۷ اسفند ۱۳۸۶ با شمارهٔ ثبت ۲۲۳۳۸ به‌عنوان یکی از آثار ملی ایران به ثبت رسیده است.